# 신체형
신체형(身體刑, corporal punishment)은 사람을 때리거나, 생명에 지장이 없는 한에서 손, 발 등 신체 일부를 훼손시키는 형벌을 말한다. 옛날에는 가장 보편적인 형벌 중의 하나였으나, 오늘날에는 너무 비인격적이라는 이유로 신체형을 형벌로 정하고 있는 국가는 거의 없다. 그러나 싱가포르 등 일부 국가에서는 아직 신체형이 남아있는 곳도 있다.

## 같이 보기
- 빈형
- 궁형
- 태형